# Réjeanne Padovani
Pour les articles homonymes, voir Padovani.
Pour plus de détails, voir Fiche technique et Distribution.
 Réjeanne Padovani  est un film québécois réalisé par Denys Arcand sorti en 1973. Le scénario est écrit par Arcand en collaboration avec le romancier Jacques Benoît.

## Synopsis
Des politiciens corrompus se réunissent chez Vincent Padovani, un parrain de la mafia. Ils célèbrent les bénéfices qu’ils retirent de leur entente complice dans la construction d’une autoroute qui doit être inaugurée le lendemain. Pendant qu’ils festoient autour d’un repas bien arrosé, leurs gardes du corps boivent et jouent au sous-sol. Arrive Réjeanne, la femme de Padovani, qui vient jeter une ombre sur la joyeuse rencontre entre amis. 
Quelques années plus tôt, Réjeanne a quitté son mari pour un juif rival vivant aux États-Unis. En dépit d'une fin de non-recevoir de Vincent Padovani, Réjeanne revient dans l’objectif avoué de renouer sa relation de couple. Pendant ce temps, ailleurs dans la ville, se prépare une manifestation, réprimée sauvagement par les forces de l'ordre, pour dénoncer les expropriations massives de quartiers populaires entraînées par la construction de l’autoroute. 

## Fiche technique
- Réalisation : Denys Arcand
- Production : Marguerite Duparc
- Scénario : Denys Arcand et Jacques Benoît
- Photographie : Alain Dostie
- Montage : Denys Arcand et Marguerite Duparc
- Direction artistique : Louise Ménard et Robert Scheen
- Costumes : Nicole Béasse
- Musique : Walter Boudreau
- Genre : Drame et film de gangsters

## Distribution
- Jean Lajeunesse : Vincent Padovani
- Luce Guilbeault : Réjeanne Padovani
- J. Léo Gagnon : Georges Bouchard, Ministre de la voirie
- Thérèse Cadorette : Mme Aline Bouchard
- René Caron : Maire Jean-Guy Biron
- Hélène Loiselle : Mme Biron
- Jean-Pierre Lefebvre : Jean-Pierre Caron
- Frédérique Collin : Hélène Caron
- Roger Lebel : Léon Desaulniers
- Margot Mackinnon : Stella Desaulniers
- Céline Lomez : Manon
- Pierre Thériault : Dominique Di Moro
- Paule Baillargeon : Louise Thibaudeau
- Jean-Pierre Saulnier : Maurice Del Veccio
- Gabriel Arcand : Carlo Ferrara
- André Mélançon : Lucien Bertrand
- Julien Poulin : Mike Delvecchio
- Bernard Gosselin : Sergent Bernard Gosselin
- Henry Gamer : Sam Tannenbaum
- Stan Gibbons : Lennie Tannenbaum
- Guylène Lefort : Micheline Bluteau
- Marguerite Plante : Une militante
- Normand Lanthier : Normand Lombardi
- Stéphane Carrière : Stéphane Padovani
- Sophie Carrière : Sophie Padovani
- Attila Dory : Le photographe
- Claude Thibault : Un militant
- Jacques Leduc : Un militant
- Roger Frappier : Un militant
- Michel Bouchard : Un militant
- Raymond Dessaint : Un musicien
- Évelyne Robitaille : Une musicienne
- Jean-Luc Morin : Un musicien
- Josiane Roy : Une musicienne
- Denys Arcand : Le garde du corps de Sam Tannebaum
- Marguerite Duparc : La réceptionniste au motel